# Ernesto de Zwiefalten
Ernesto de Zwiefalten o San Ernesto (Steißlingen, (?) – La Meca, 1148) fue abad de la abadía benedictina de Zwiefalten (Wurtemberg), fundada en 1089 por los condes Kuno y Liutold de Achalm. Murió mártir y está considerado santo por la Iglesia Católica.

## Hagiografía
Se sabe poco sobre la vida de Ernesto. Nacido en Steißlingen, Alemania, en 1140 ostentaba la dignidad de abad de Zwiefalten. En 1146 renunció a la abadía y se unió a la Segunda Cruzada, predicada por Bernardo de Claraval, y dirigida por Ernesto junto a Otón de Freising y Conrado III. Antes de marchar, junto al lago Constanza, se despidió de los monjes y hermanos laicos de la abadía a los que dijo que La muerte a la estoy destinado importa poco, pues me permite sufrir por el amor a Cristo.
No llegó a Jerusalén. Capturado por los musulmanes, y según la leyenda, habría sido llevado a La Meca. No habiendo querido convertirse al islam fue torturado y asesinado. Murió mártir en 1148.
A veces ha sido confundido con el homónimo preboste de Neresheim, que tomó parte en la Primera Cruzada.

## Culto
Su festividad se celebra el 7 de noviembre.
En la abadía de Zwiefalten se conserva una estatua que representa a Ernesto, ubicada en el altar de San Esteban. También tiene dos pinturas que lo retratan.